# Тантралока
Тантралока — найбільш авторитетна робота кашмірського шиваїзму авторства Абгінавагупти. Завдяки широті і глибині охоплюваних в ній тем, вона вважається енциклопедією шиваїзму. У ній міститься синтез 64 моністичних агам і шкіл кашмірського шиваїзму. «Тантралока» складається з 37 розділів, в яких описуються ритуальні та філософські аспекти. Глава 29 повністю присвячена так званому каула-чакра — ритуальній тантричної практиці, частиною якої є сексуальна діяльність. Абгінавагупта також написав стислу версію «Тантралоки» під назвою «Тантрасара».